# Maria Birnbaum (Sielenbach)

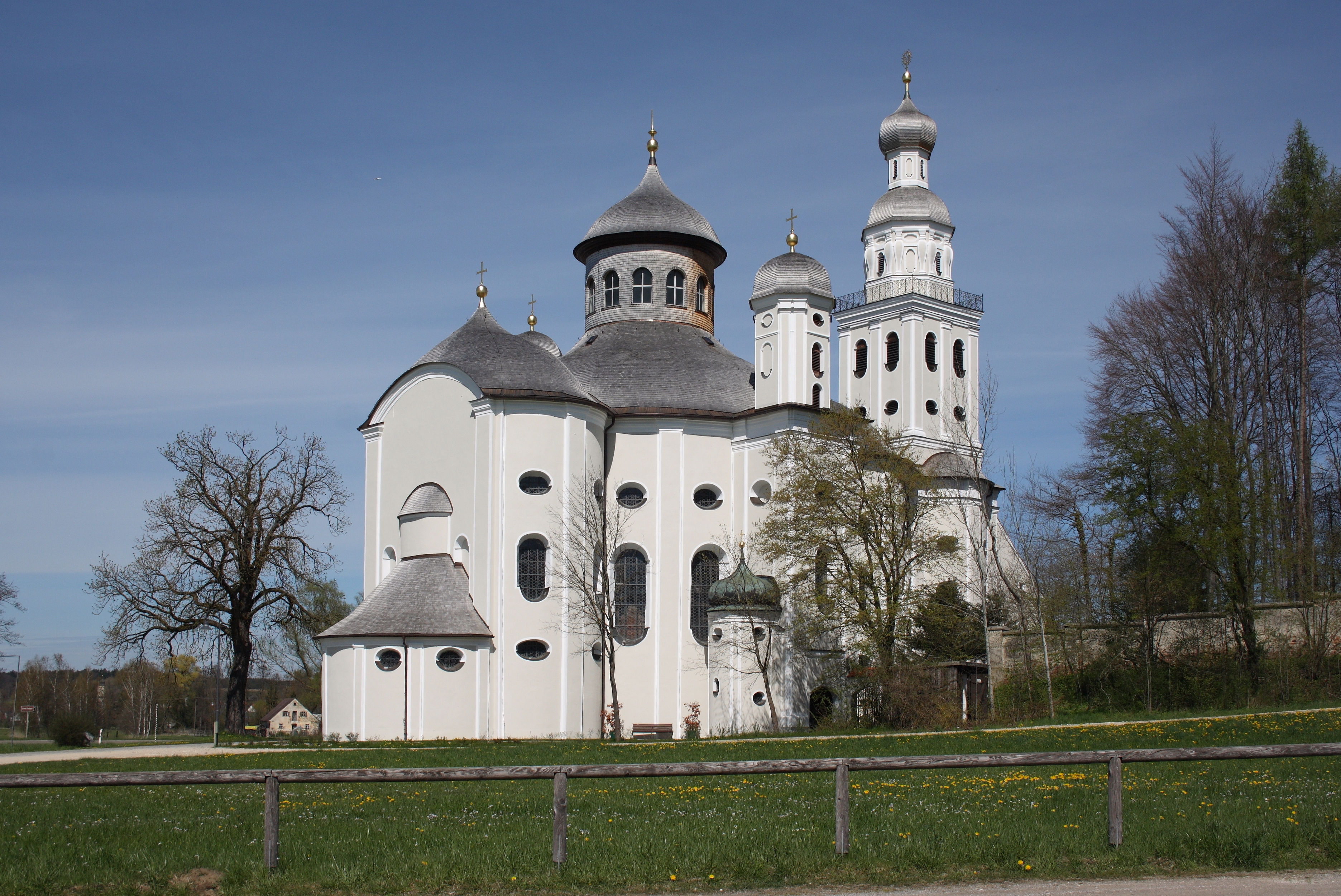
Wallfahrtskirche Maria Birnbaum

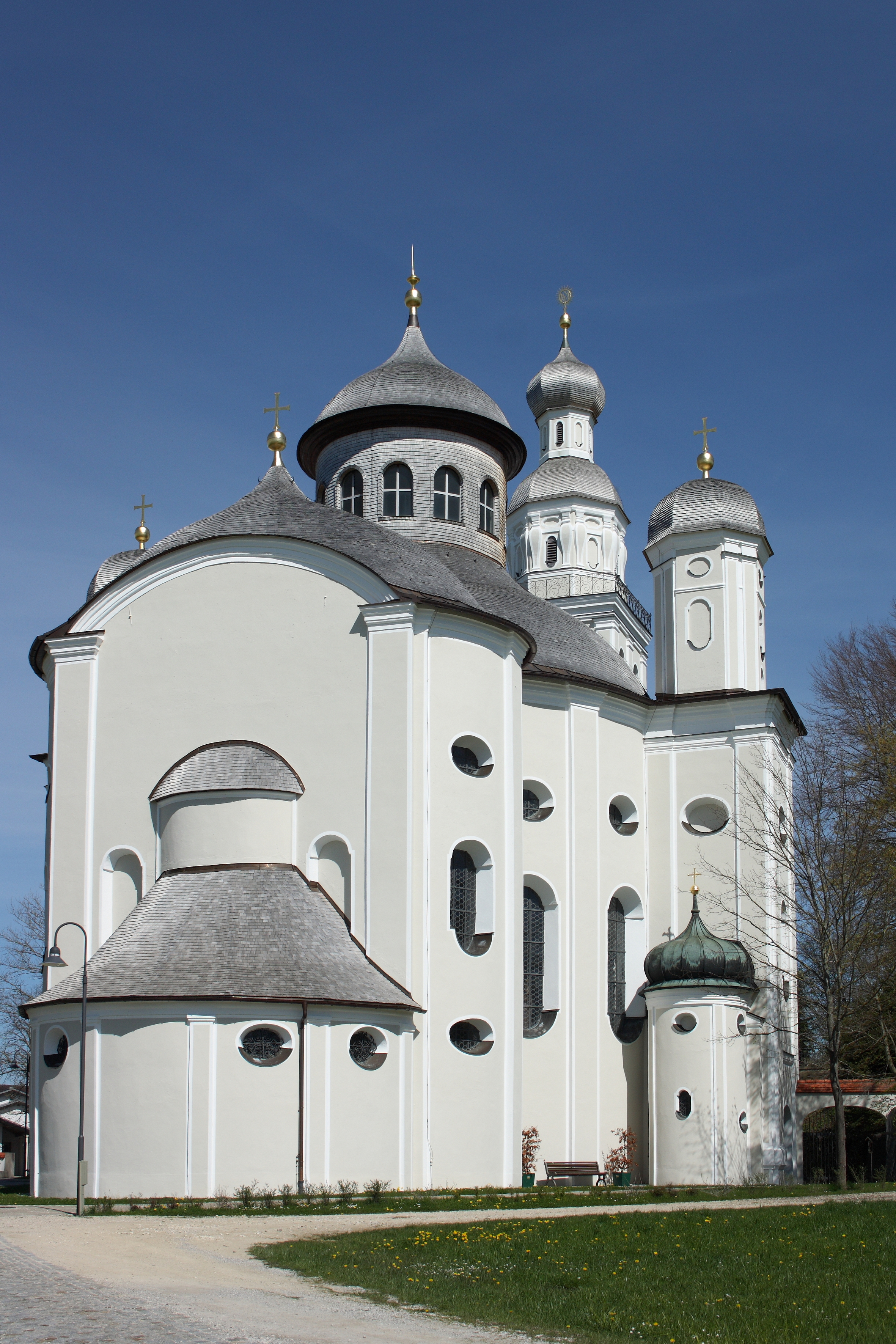
Wallfahrtskirche Maria Birnbaum

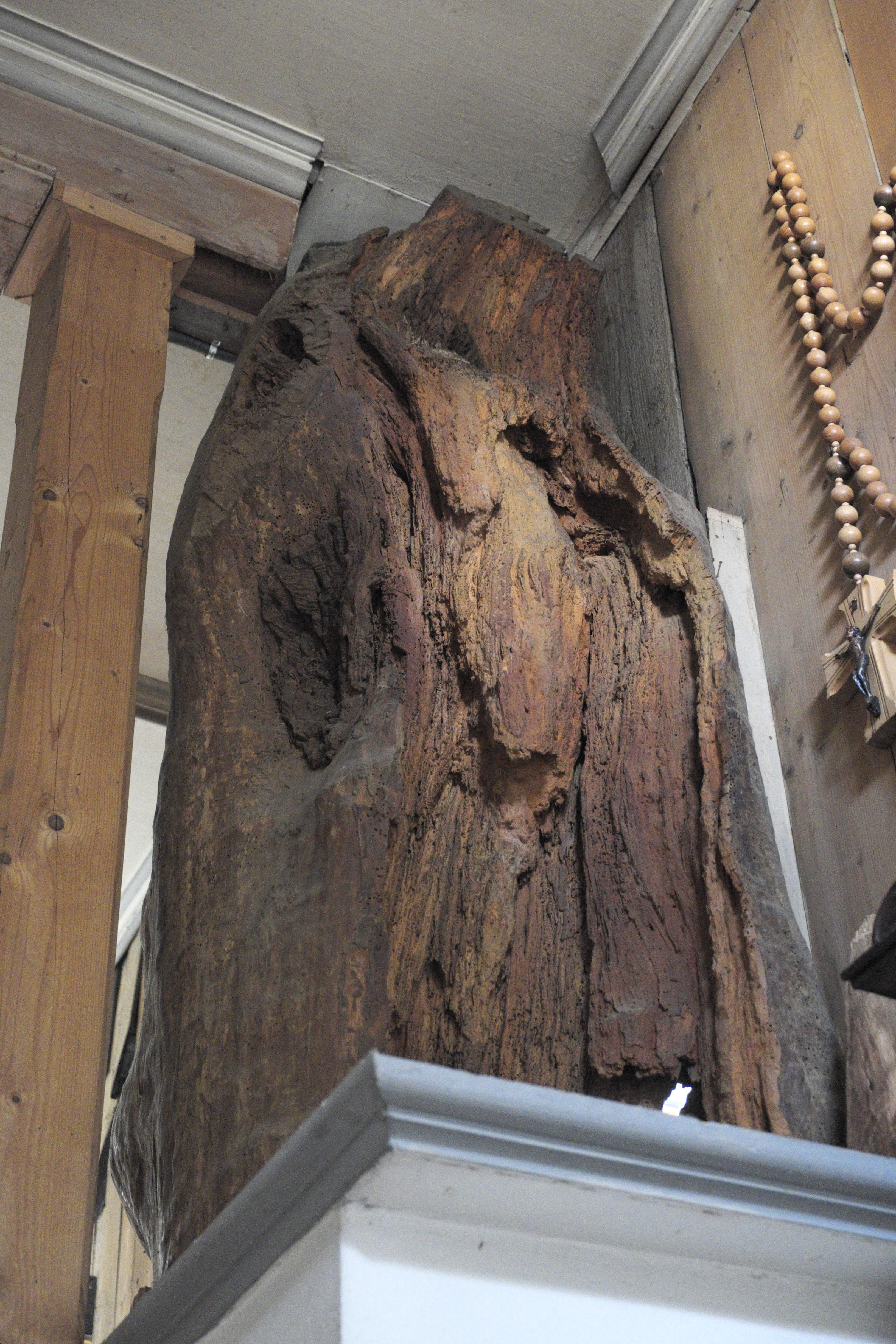
Birnbaum hinter dem Hauptaltar

Die katholische Wallfahrtskirche Maria Birnbaum in Sielenbach, einer Gemeinde im Landkreis Aichach-Friedberg im bayerischen Regierungsbezirk Schwaben, wurde in der zweiten Hälfte des 17. Jahrhunderts als einer der ersten Zentralbauten des Barock in Bayern errichtet. Mit ihren Kuppeln und Türmen lässt die Kirche mit dem Patrozinium Sieben Schmerzen Mariens an einen orthodoxen Kirchenbau denken. Die Kirche gehört zu den geschützten Baudenkmälern in Bayern.

## Geschichte
Die heutige Wallfahrtskirche geht auf ein Vesperbild zurück, das um 1600 geschnitzt wurde und in einem Bildstock aufgestellt war. Im Jahr 1632, während des Dreißigjährigen Krieges, zündeten schwedische Soldaten den Bildstock an und warfen das Vesperbild ins Moor. Dort fand es, halb verbrannt und vermodert, der Dorfhirte von Sielenbach. Er stellte es in einen hohlen Birnbaum, an dem es bald zu Wunderheilungen kam, die die Wallfahrt zu „Unserer Lieben Fraw im Pürnbaum“ auslösten.
Das Gelände des Birnbaums hatte die Deutschordenskommende Blumenthal bereits zuvor im Jahr 1620 erworben. Zunächst ohne Unterstützung des Ordens und des Bistums ließ der Blumenthaler Komtur Philipp Jakob von Kaltenthal ab 1661 um den Birnbaum die heutige Kirche unter Einsatz seines Privatvermögens bauen, wobei ihm das Römische Pantheon als Inspiration diente. Möglich wurde der Bau, da die Bewohner der Umgebung Arbeitskraft und Material zum Teil unentgeltlich zur Verfügung stellten. Als Baumeister wurde Konstantin Pader beauftragt, der u. a. auch das Zisterzienserinnenkloster mit der Kirche Mariä Himmelfahrt in Niederschönenfeld errichtet hatte. Den Stuckdekor führte der zur Wessobrunner Schule gehörende Matthias Schmuzer aus. Im Jahr 1668 erfolgte die Weihe der Kirche durch den Freisinger Weihbischof Kaspar Kühner.
Zunächst wurde die Wallfahrtskirche durch die Pfarrer von Sielenbach und Klingen betreut. Von 1670 bis zur Säkularisation übernahmen Deutschordenspriester die Seelsorge. Im 18. Jahrhundert setzte ein Rückgang der Wallfahrt ein. Um die Kirche im Jahr 1803 vor dem Abbruch zu bewahren, trugen zunächst Bauern der Umgebung die Kosten für ihren Unterhalt, bis die Gemeinde Sielenbach die Kirche kaufte. Von 1867 bis 1984 bestand eine Niederlassung der Kapuziner im Kloster Maria Birnbaum, die die Wallfahrt betreuten. 1999 kehrte der Deutsche Orden nach Maria Birnbaum zurück. Von 2001 bis 2013 war hier das Noviziat der Deutschen Brüderprovinz, im September 2020 wurde es erneut in den Konvent Maria Birnbaum verlegt.

## Architektur

### Außenbau
Die Kirche besteht aus drei aufeinanderfolgenden, überkuppelten Baukörpern, an die sich im Norden, Süden und Osten drei mit geschwungenen Hauben bekrönte Türme anschließen. Außer den Türmen haben alle Räume einen rundförmigen Grundriss. Der zentrale Hauptraum erhebt sich über einem im Westen und Osten angeschnittenen Kreis, die sich östlich und westlich anschließenden Räume haben kleeblattförmige Grundrisse. Die quadratischen Untergeschosse der Türme besitzen jeweils einen oktogonalen Aufbau. Breite Lisenen gliedern die Außenwände.

### Innenraum
Die zentrale Rotunde wird von einer flachen Kuppel überwölbt, die sich in ihrer Mitte zu einem runden, durchfensterten Tambour, dem sogenannten Apostelturm, öffnet, dessen Nischen mit Apostelfiguren aus der Werkstatt von Lorenz Luidl besetzt sind. Die Wände werden von oben und unten abgerundeten Fenstern durchbrochen und von flachen Pilastern gegliedert, die auf hohen Sockeln stehen und mit Kapitellen verziert sind. In das Gewölbe sind Stichkappen eingeschnitten, unter denen sich ovale Okuli öffnen. Am Gewölbeansatz verläuft ein ausladendes Gesims.
In der Ausbuchtung der Westwand ist die Orgel integriert. Ursprünglich stand hier der Birnbaum mit dem Gnadenbild. Im Jahr 1685 waren Haupt- und Seitenaltäre in die Westkonche versetzt worden, wo sie den Birnbaum mit dem Gnadenbild umrahmen sollten. 1867 verlegte man die Altäre wieder an ihre ursprüngliche Stelle in den Chor in der Ostkonche.

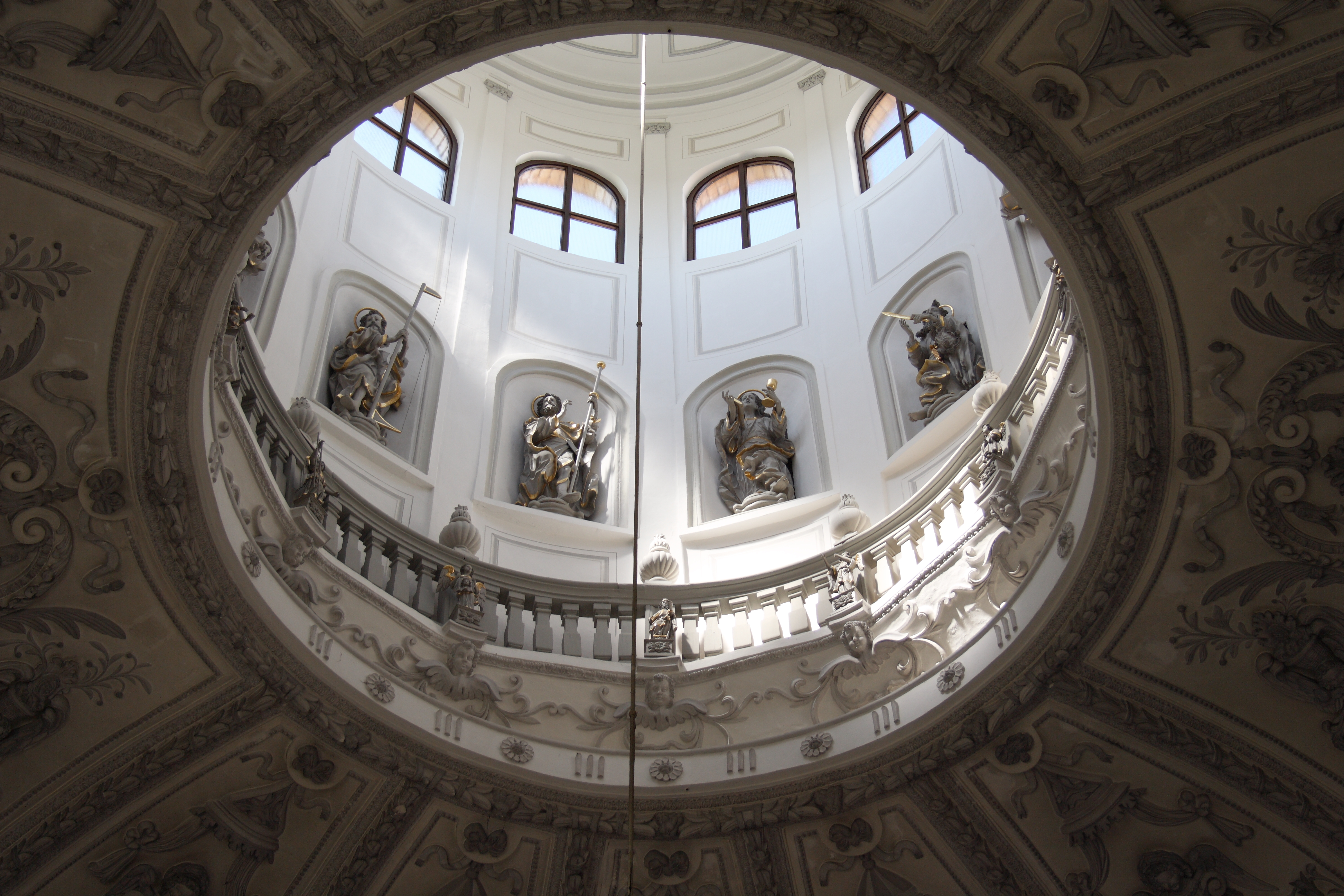
Sogenannter Apostelturm
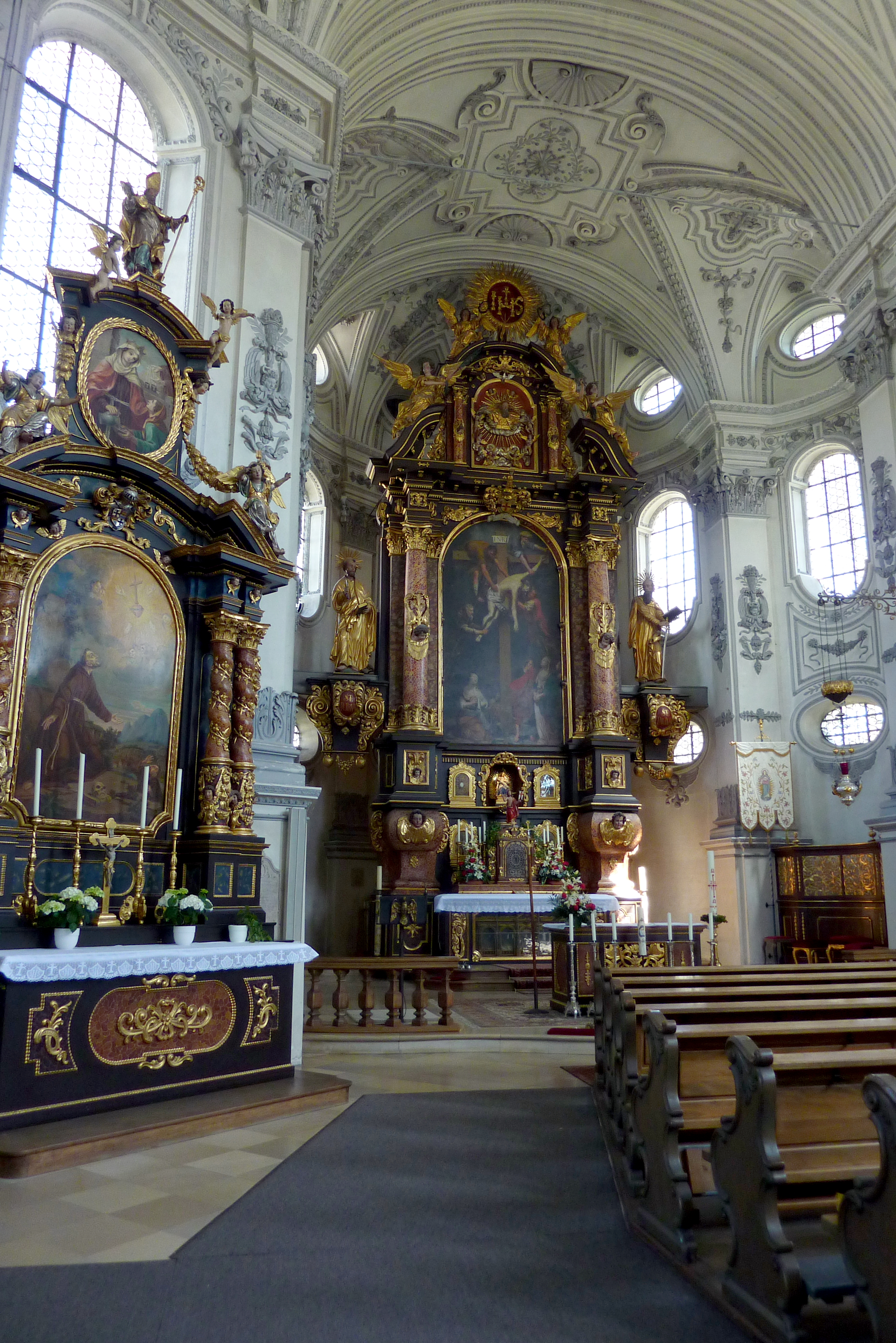
Chor
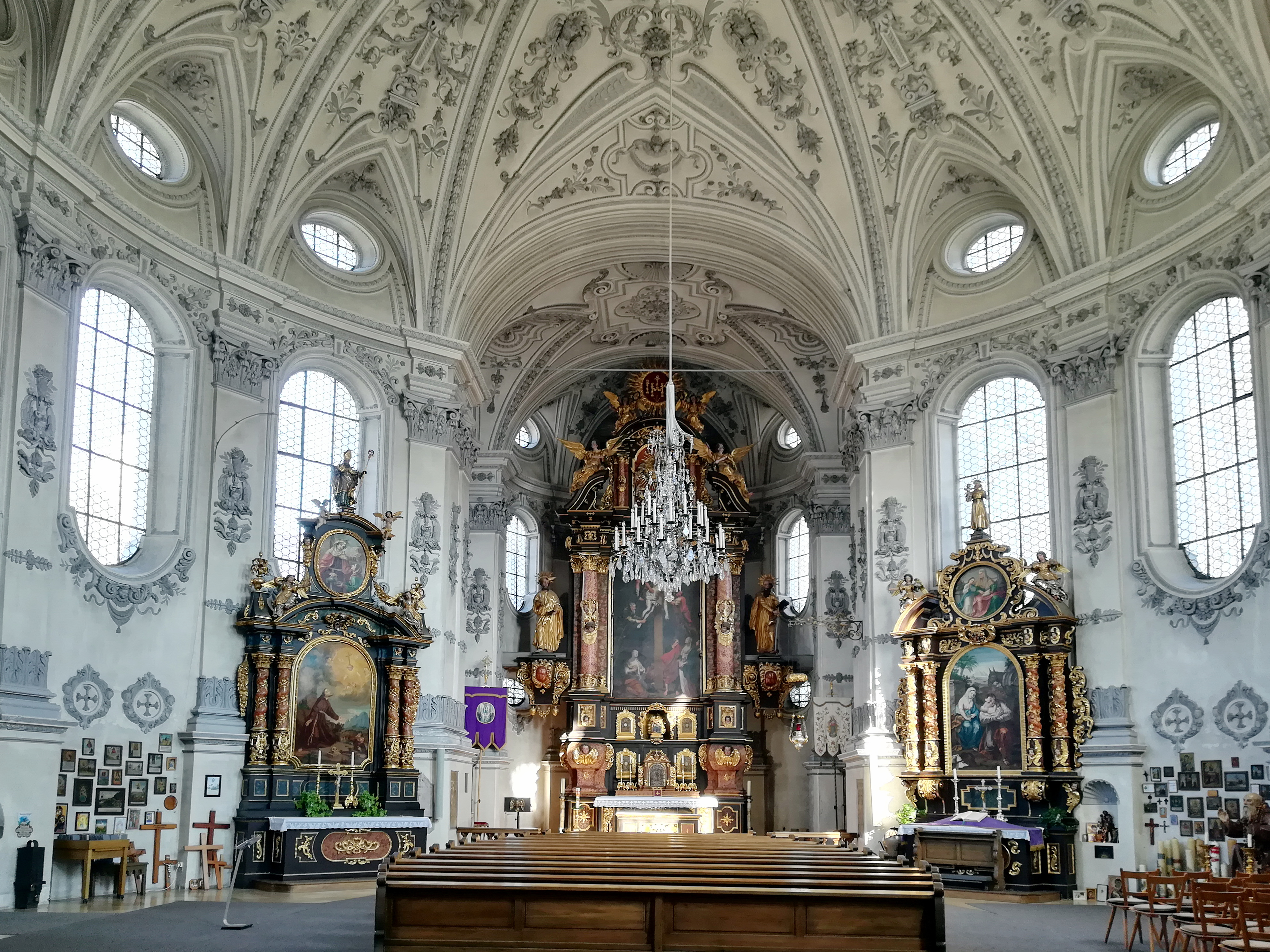
Innenraum

## Stuck

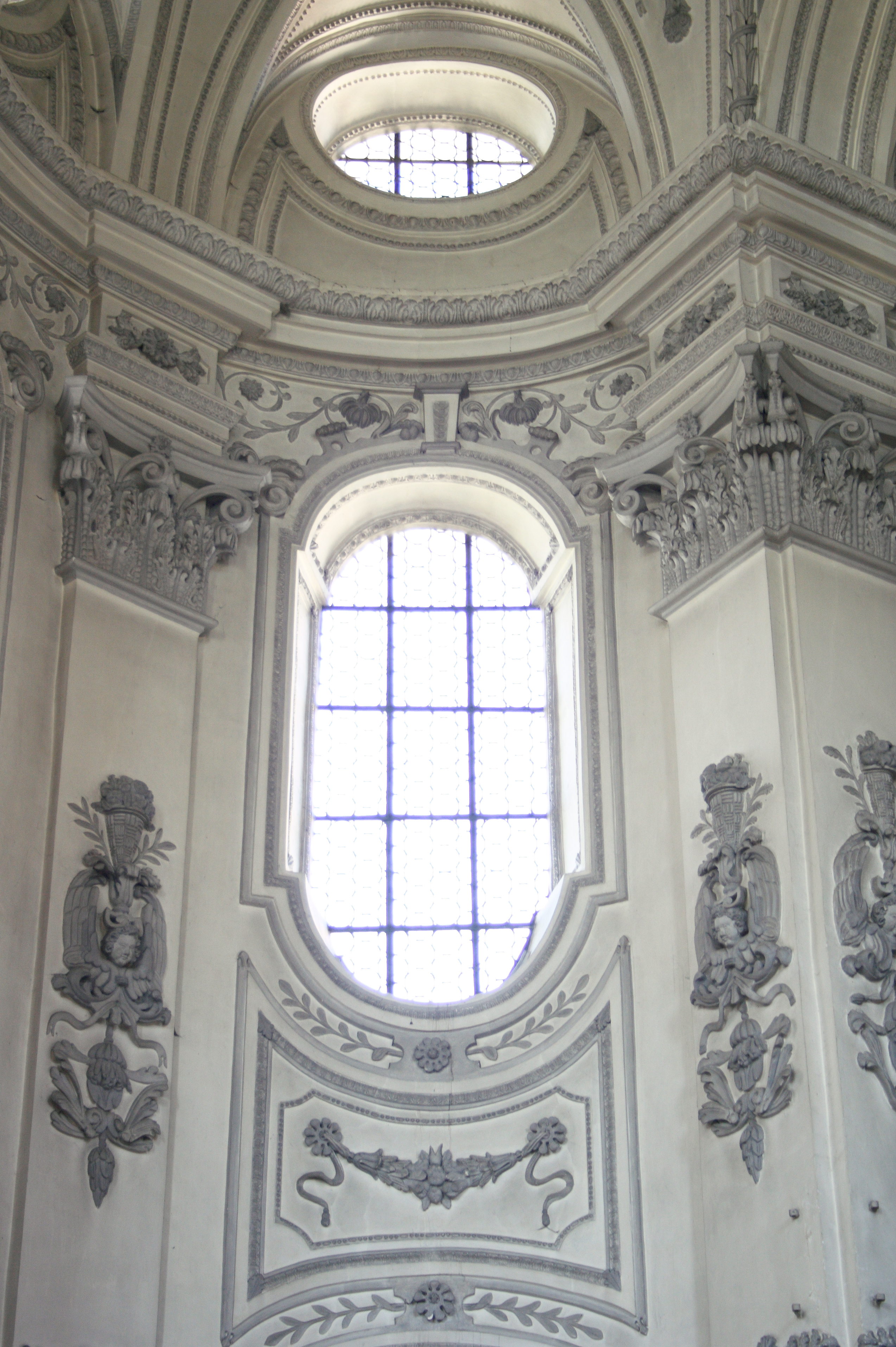
Fenster mit Stuckdekor

Der reiche Stuckdekor wurde um 1664/65 durch Matthias Schmuzer ausgeführt, vermutlich nach Entwürfen von Konstantin Pader. In ihm verbinden sich ältere traditionelle Elemente wie geometrische Formen, Lorbeerbündel, Engelshermen mit den späteren Wessobrunner Motiven wie Muscheln und Schneckenformen. Wände und Wölbung sind gleichmäßig mit Füllhörnern, Blumenkörben, Engelsköpfen und Blattranken überzogen.

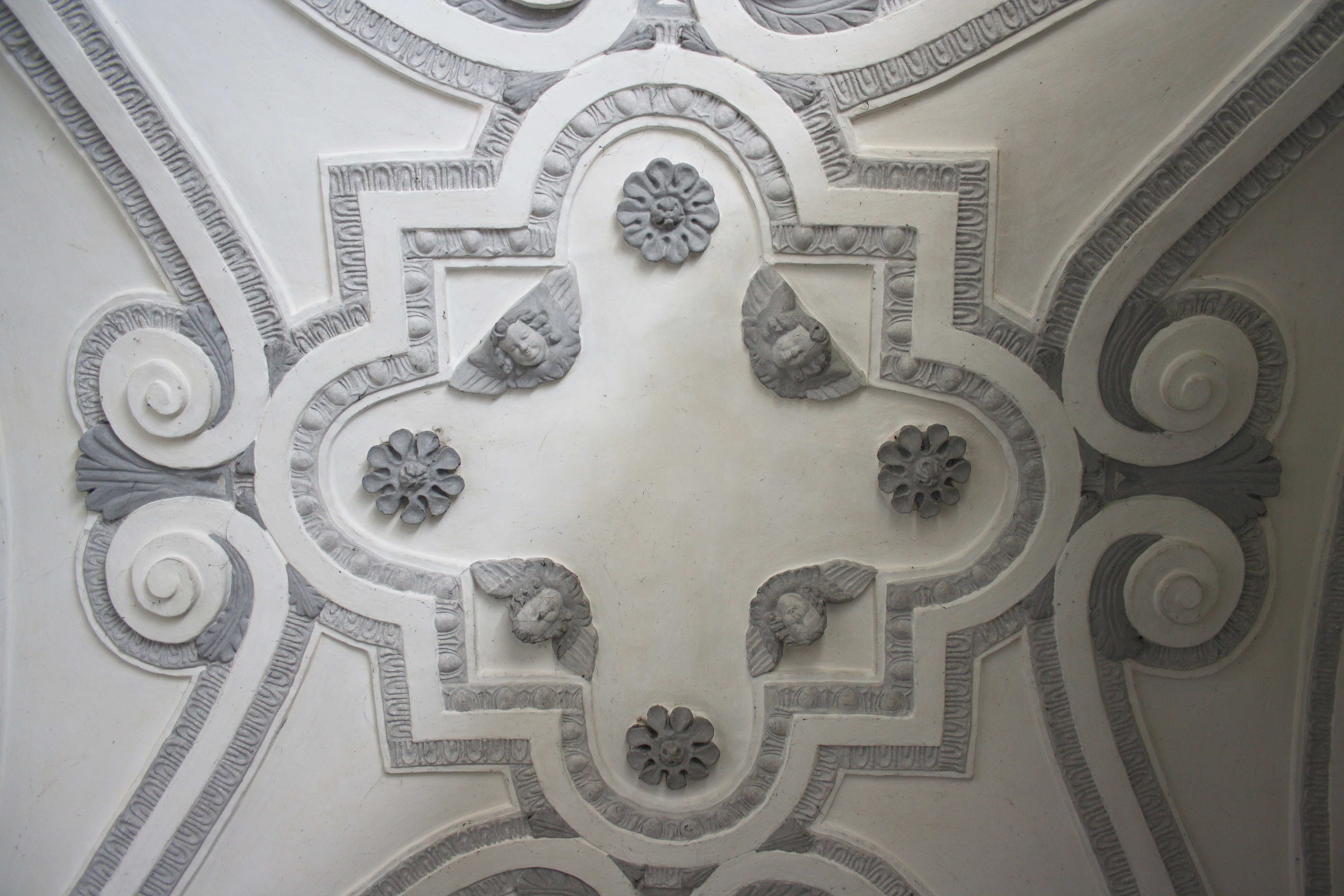
Stuckdekor
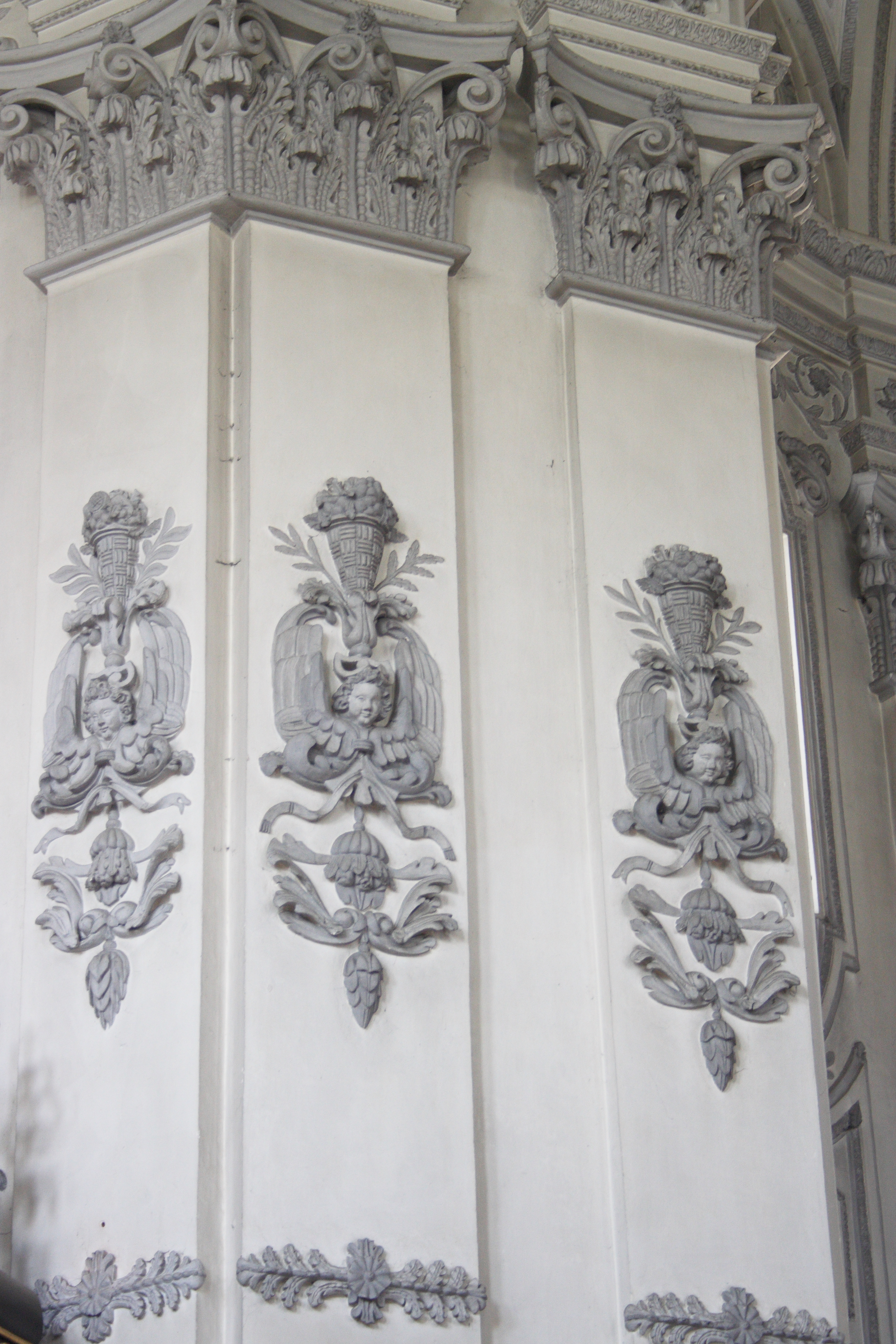
Stuckdekor
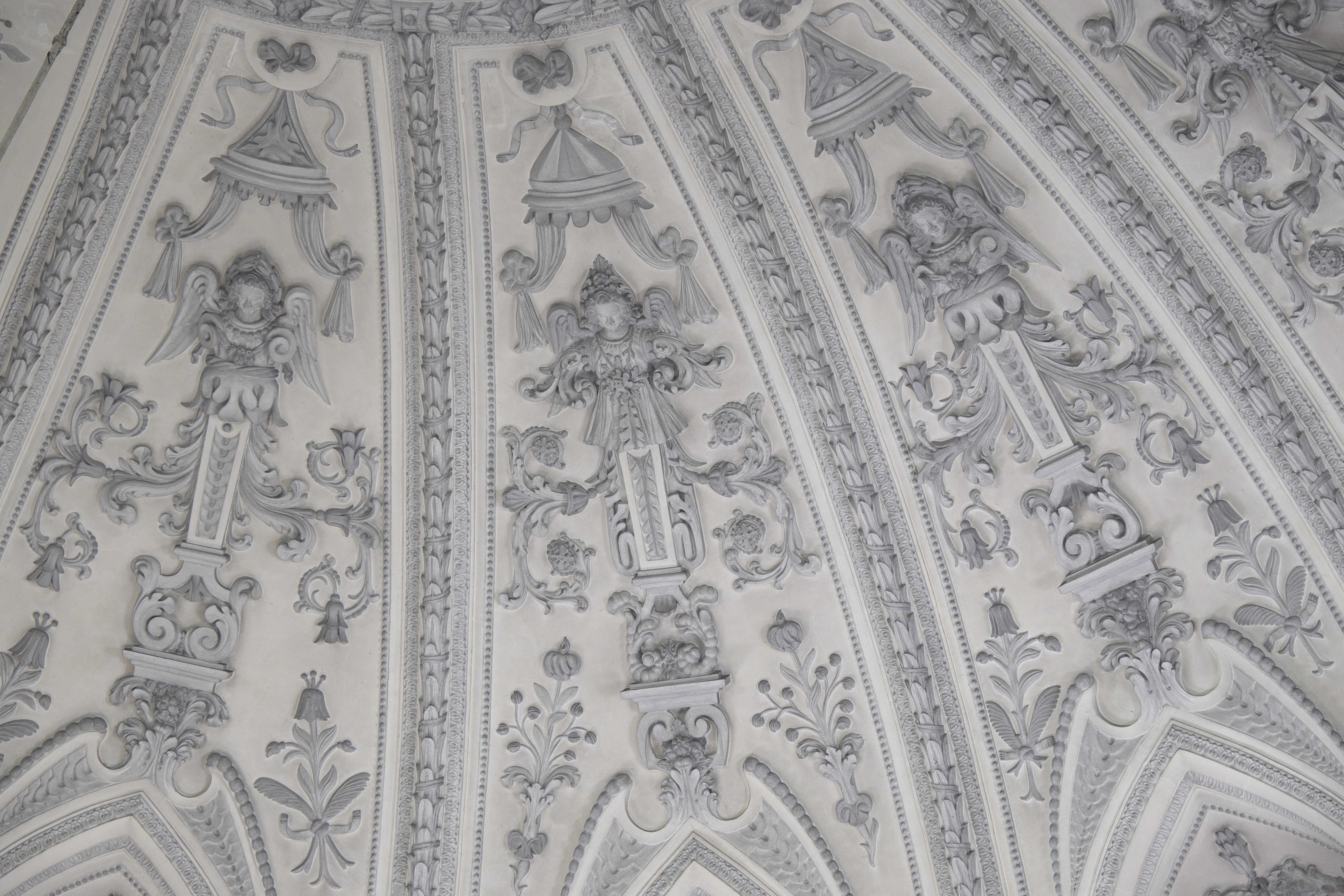
Stuckdekor

## Ausstattung

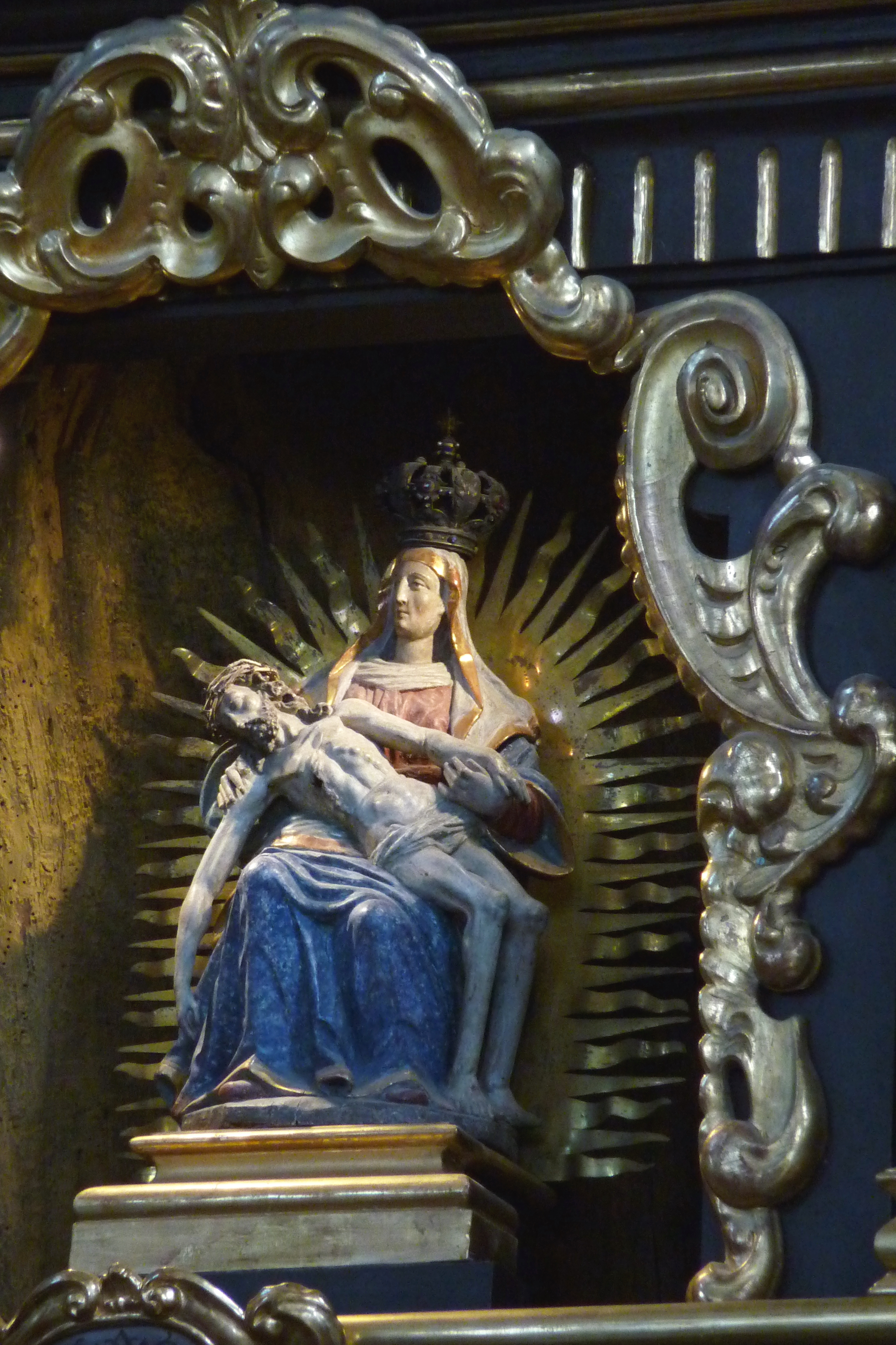
Gnadenbild

- Hinter dem Hauptaltar wurde 1867 der abgestorbene Birnbaum aufgestellt, in seinem hohlen Stamm wird das Gnadenbild, eine holzgeschnitzte Pietà aus dem 16. Jahrhundert, aufbewahrt, die vom Kirchenraum aus durch eine Öffnung unter dem Altarblatt zu sehen ist.
- Der schwarz-golden gefasste Hauptaltar geht vermutlich auf einen Entwurf des Baumeisters Konstantin Pader zurück und wurde 1674/75 geschaffen. Das Altarbild mit der Darstellung der Kreuzabnahme stammt von dem Augsburger Maler Johann Hehrl. Auf den seitlichen Konsolen stehen die Apostel Petrus und Paulus.
- Die beiden östlichen Seitenaltäre wurden ebenfalls um 1674/75 ausgeführt. Auf dem linken Altar steht eine Figur des heiligen Nikolaus und auf dem rechten Altar eine Figur des heiligen Antonius von Padua. Die Altarblätter mit der Darstellung der Stigmatisation des heiligen Franz von Assisi (links) und der Flucht nach Ägypten (rechts) wurden 1895 anstelle der ursprünglichen, nicht mehr erhaltenen Bilder eingesetzt. Die Auszugbilder zeigen die heilige Elisabeth von Thüringen (links) und die Unterweisung Mariens durch die heilige Anna (rechts).
- Auch die beiden westlichen Altäre stammen aus dem späten 17. Jahrhundert. Auf den Altarbildern sind der Kampf des heiligen Georg mit dem Drachen und die heilige Barbara dargestellt.
- Die mit Blattornamenten verzierten Oratoriengitter in den seitlichen Konchen des Chors sind ebenfalls aus dem 17. Jahrhundert erhalten.
- Die Apostelfiguren im sogenannten Apostelturm und neben der Orgel stammen aus der Pfarrkirche St. Ulrich in Eresing. Sie wurden im frühen 18. Jahrhundert in der Werkstatt von Lorenz Luidl gefertigt und 1862 als Ersatz der bei einem Gewitter zerstörten ursprünglichen Skulpturen aus dem Jahr 1664 aufgestellt.

## Orgel

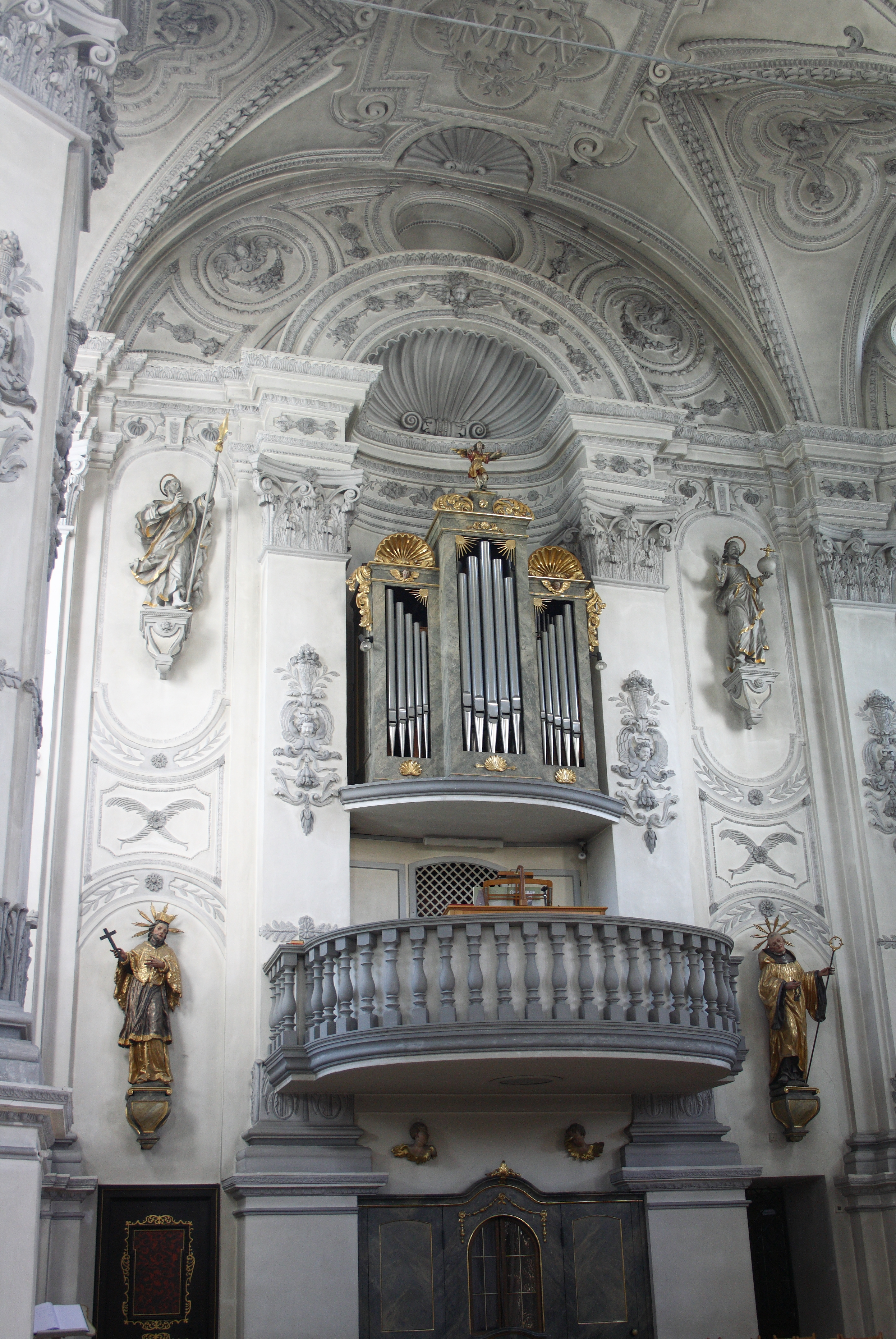
Westwand mit Orgel

Die Orgel mit 15 Registern auf zwei Manualen und Pedal wurde 1977 von Günter Ismayr gebaut. Die Disposition lautet:
| I Manual       |       |
| Prinzipal      | 8′    |
| Koppel         | 8′    |
| Oktav          | 4′    |
| Flöte          | 4′    |
| Waldflöte      | 2′    |
| Sesquialter II | 2 ⁄3′ |
| Mixtur         | 1 ⁄3′ |

| II Manual   |      |
| Holzgedeckt | 8′   |
| Rohrflöte   | 4′   |
| Prinzipal   | 2′   |
| Zimbel      | 1⁄2′ |
| Tremolo     |      |

| Pedal       |     |
| Subbaß      | 16′ |
| Pommer      | 8′  |
| Choralflöte | 4′  |
| Fagott      | 16′ |

- Koppeln: II/I, I/P, II/P

## Epitaphien
- Zwei Grabsteine erinnern an die Deutschordenspriester Johannes Moses Stoß († 1682) und Hektor Seeger († 1702).
- Die Grabplatte von Philipp Jakob Kaltenthal († 1669), des Bauherrn der Kirche, ist mit den Wappen seiner Familie, den Kaltenthal, den Herren vom Stain, der Freiherren von Hohenegg und den Herren von Bubenhofen verziert. Die Übersetzung der lateinischen Inschrift lautet: „Hier liegt der Staub, die Asche und das Nichts des Gründers dieser Kirche“.
- In der Wand sind die Wappentafeln der Deutschordensritter Nikolaus von Sparr († 1684) und Johann Ludwig von Roggenbach eingelassen.

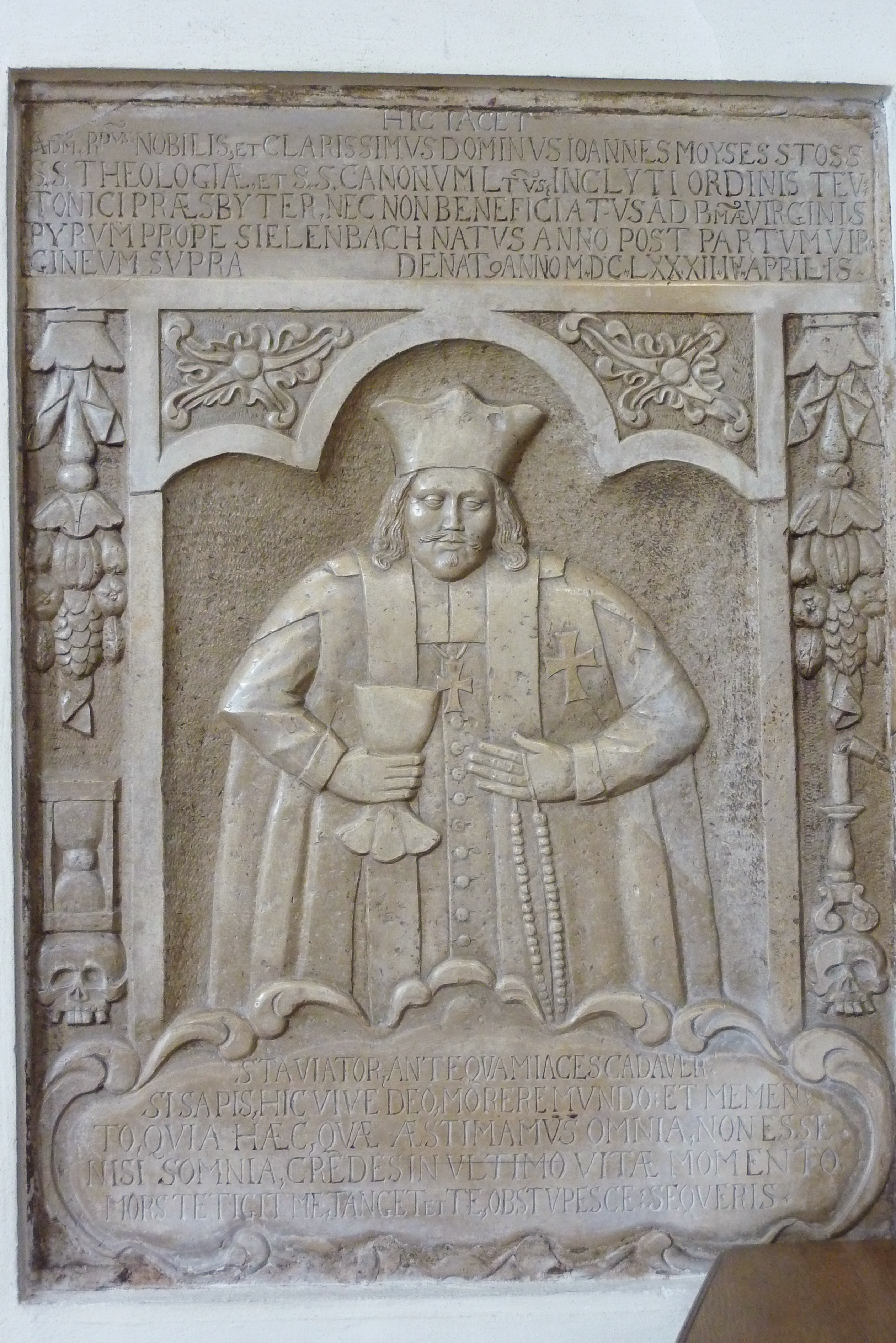
Grabstein für Johannes Moses Stoß
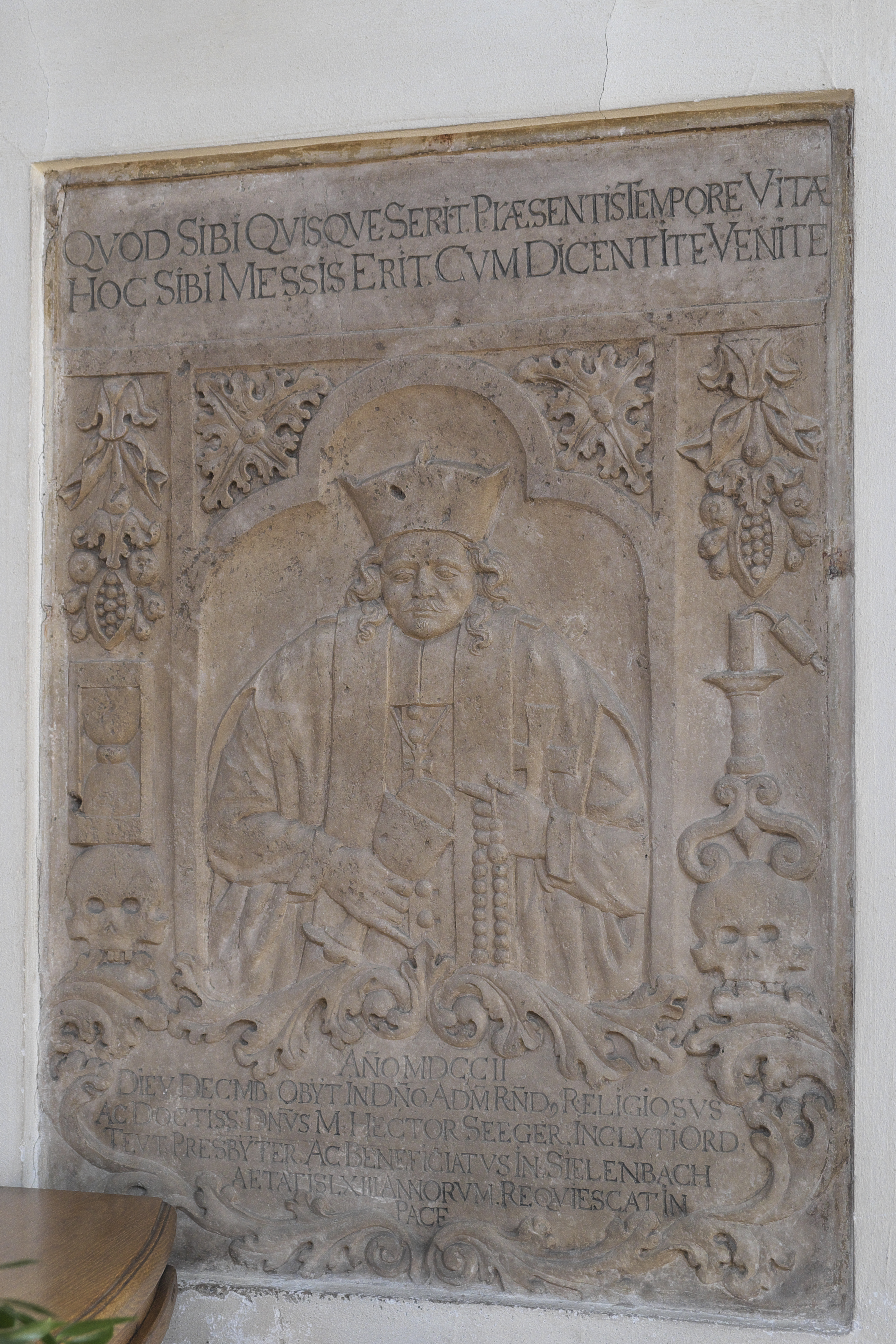
Grabstein für Hektor Seeger
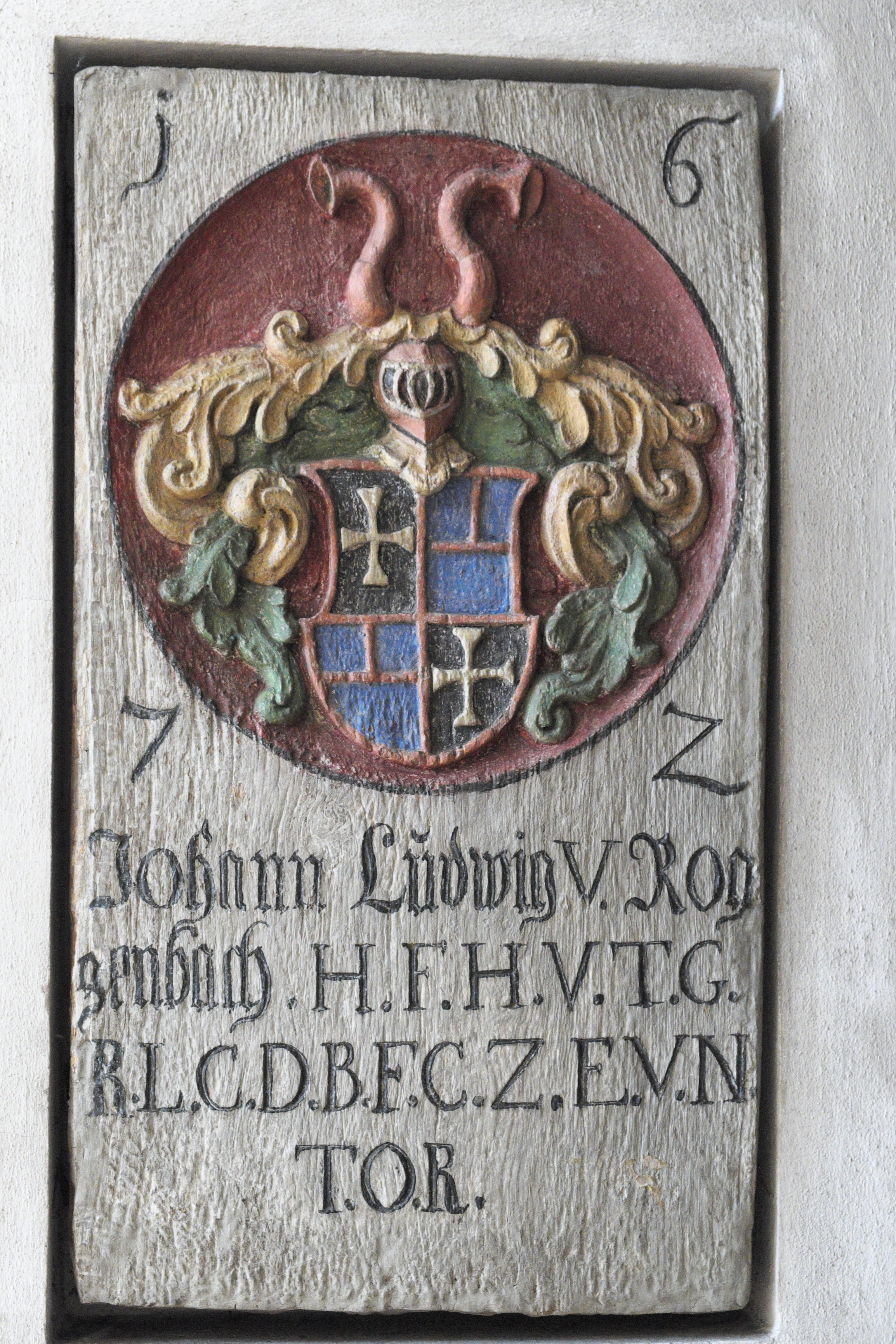
Wappentafel von Johann Ludwig von Roggenbach
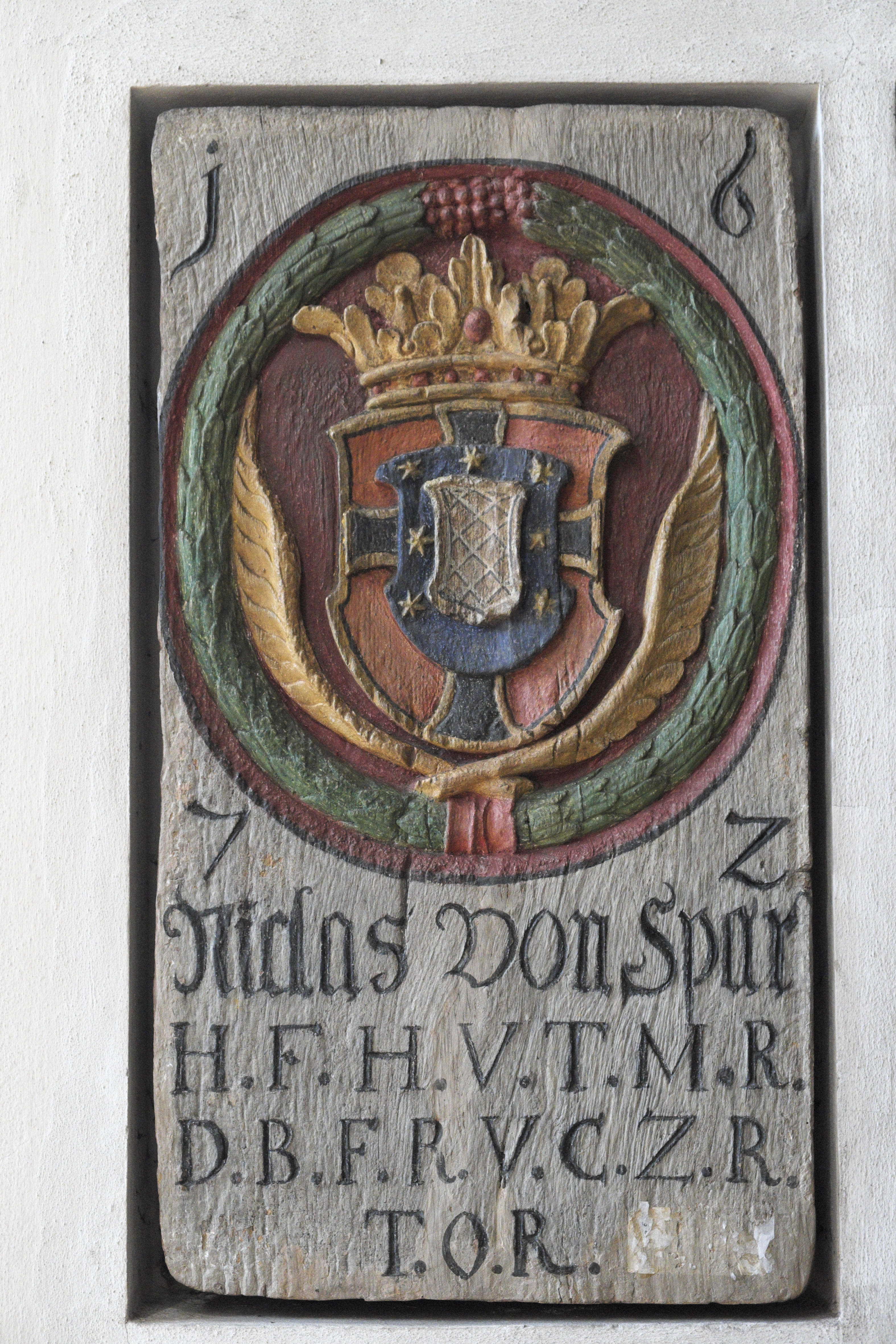
Wappentafel von Nikolaus von Sparr